# Cocktailjurk

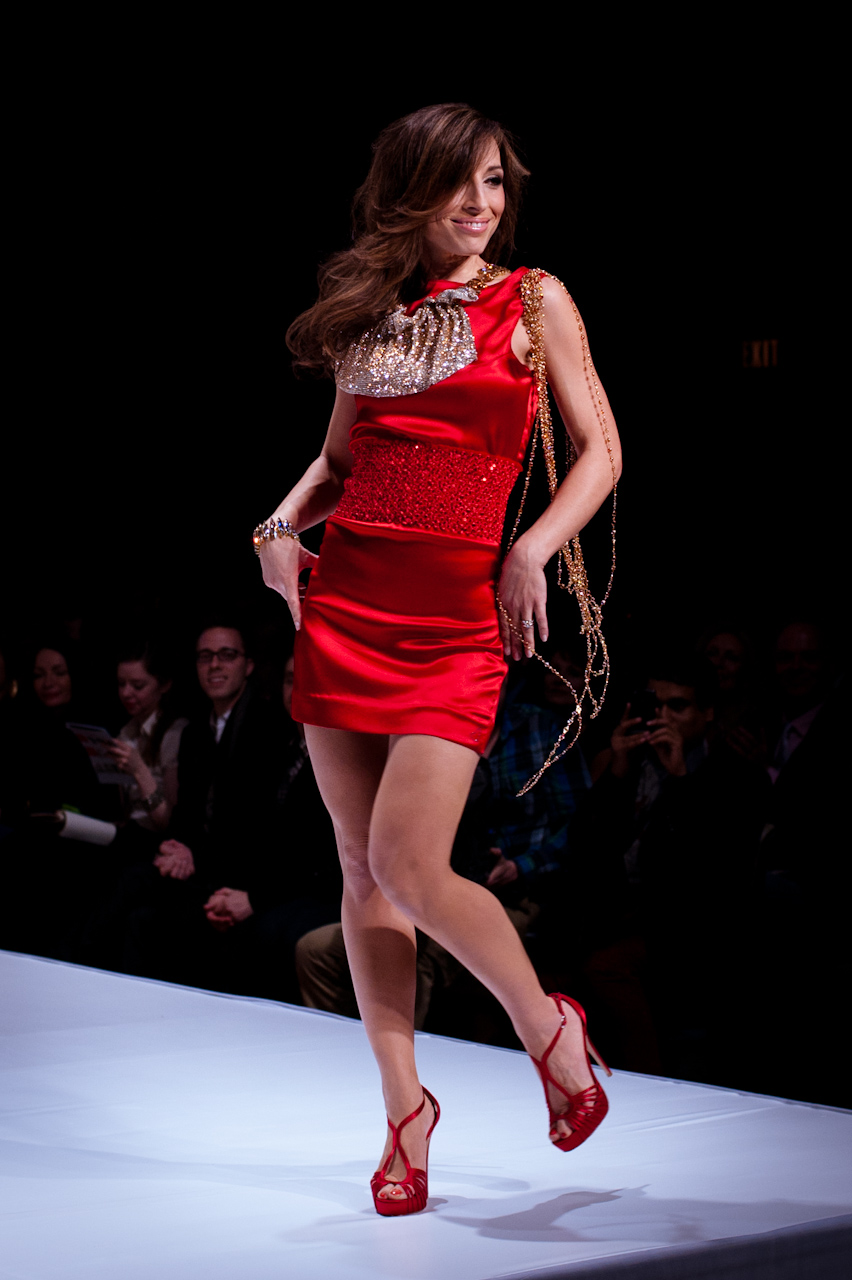
Natasha Gargiulo in cocktailjurk, 2012

Een cocktailjurk is een feestelijke jurk die gedragen wordt bij semi-formele gelegenheden zoals een receptie of een nieuwjaarsparty. Het is de speelsere versie van de formele avondjurk.
De vorm kan variëren, maar het gaat in de regel om een korte jurk (boven of onder de knie) met een feestelijke uitstraling. Dit wordt bereikt door het gebruik van glanzende stoffen, stoffen met glimmend (metaal-) draad erin verwerkt, pailletten en ruches. Ook de eenvoudige ‘little black dress’ komt voor, evenals geprinte stoffen. Een cocktailjurk heeft meestal geen mouwen maar wel een decolleté.

## Geschiedenis
Nadat in de Eerste Wereldoorlog vrouwen het werk van mannen gingen overnemen raakten vrouwen meer geëmancipeerd. Eind jaren 20 ontstaat, mede onder invloed van de flapper-girls, een klasse van zelfbewuste werkende vrouwen die net als mannen gaat autorijden, roken en drinken. In Amerika gaan bedrijven tussen 18.00 en 20.00 uur cocktailparty's organiseren. De representatieve cocktailjurk, een vorm van zakelijke kleding, wordt voor deze gelegenheid ontwikkeld.
Begin 20ste eeuw bestond nog de gewoonte om zich te kleden voor verschillende momenten van de dag. De cocktailjurk was de kleding die de overgang vormde tussen de kleding voor de 'middagthee' (tenue de ville) en de avondkleding voor het diner of het uitgaan.
Met name de Franse couturiers richtten zich op het ontwerpen van cocktailjurken voor Amerikaanse warenhuizen. De ontwerper Christian Dior noemt deze casual zakelijke jurken in 1948 ‘cocktailjurken’, waarna een hele rage ontstaat.
Tijdschriften als Vanity Fair en Vogue besteedden veel aandacht aan het fenomeen cocktailcultuur, dat in Amerika zijn hoogtepunt beleefde in de jaren 60.

## Dresscode
Als op een uitnodiging 'white tie' staat, verwijst dit naar de witte strik van een rokkostuum. De vrouwen worden dan verwacht in een formele avondjurk. De dresscode 'black tie' verwijst naar de zwarte strik van een smoking, waarbij de vrouwen kunnen kiezen voor een wat feestelijker avondjurk of een cocktailjurk.
Bij sommige gelegenheden zoals een formele bruiloft of paardenraces wordt gevraagd om 'morning coat', dat betekent jacquet voor de mannen. Vrouwen dragen een sjiek mantelpak, geklede jurk of cocktailjurk. Deze kleding mag echter volgens de etiquette ‘s avonds niet gedragen worden. Dat betekent omkleden voor het diner, meestal naar smoking en voor de vrouwen avondjurk of cocktailjurk.

## Wijze van dragen
Een cocktailjurk kan gecombineerd worden met een (cocktail-) hoed of fascinator, een shawl of boa, pumps met hoge of naaldhakken en een sierlijke handtas zoals een clutch.

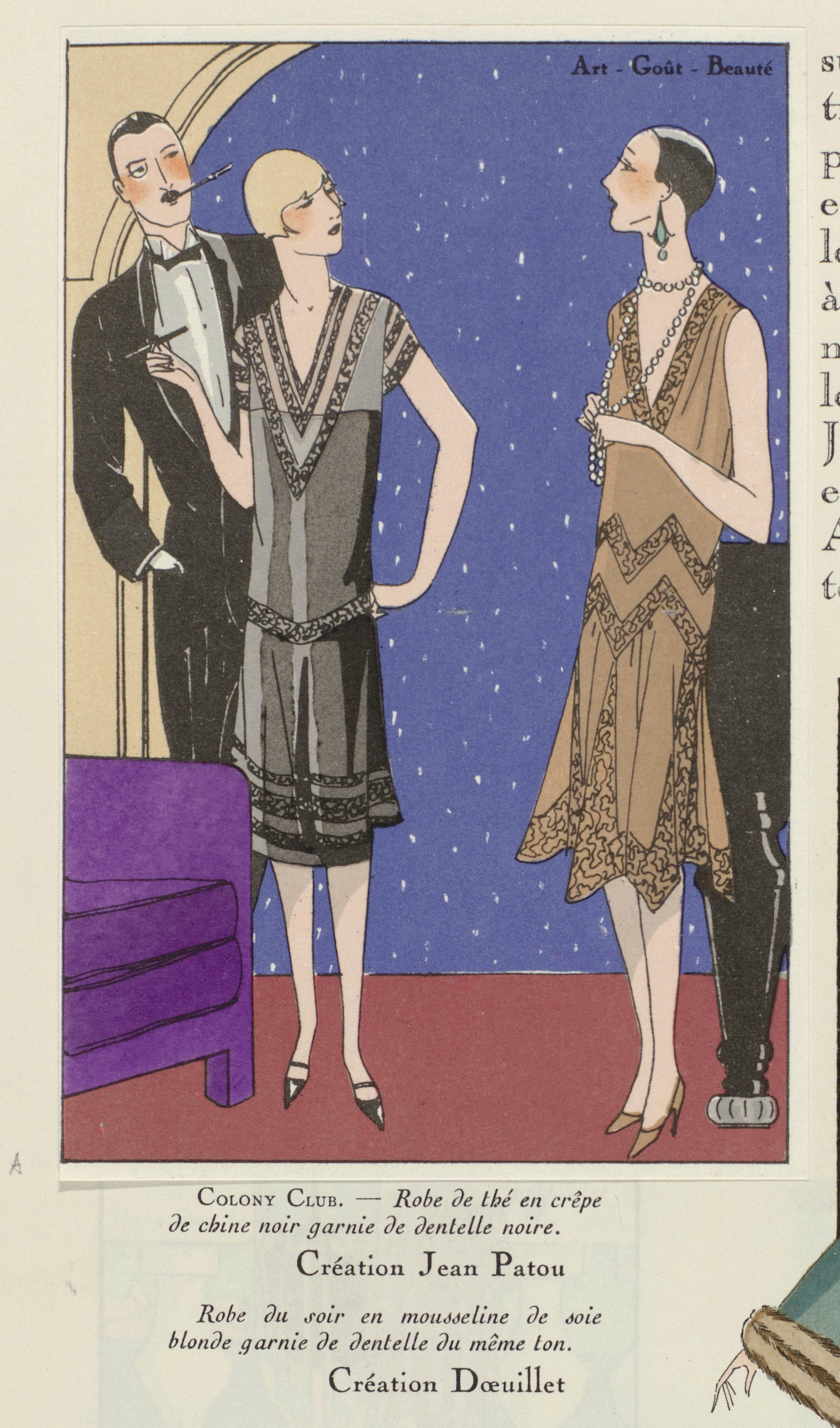
Cocktailjurken, 1926
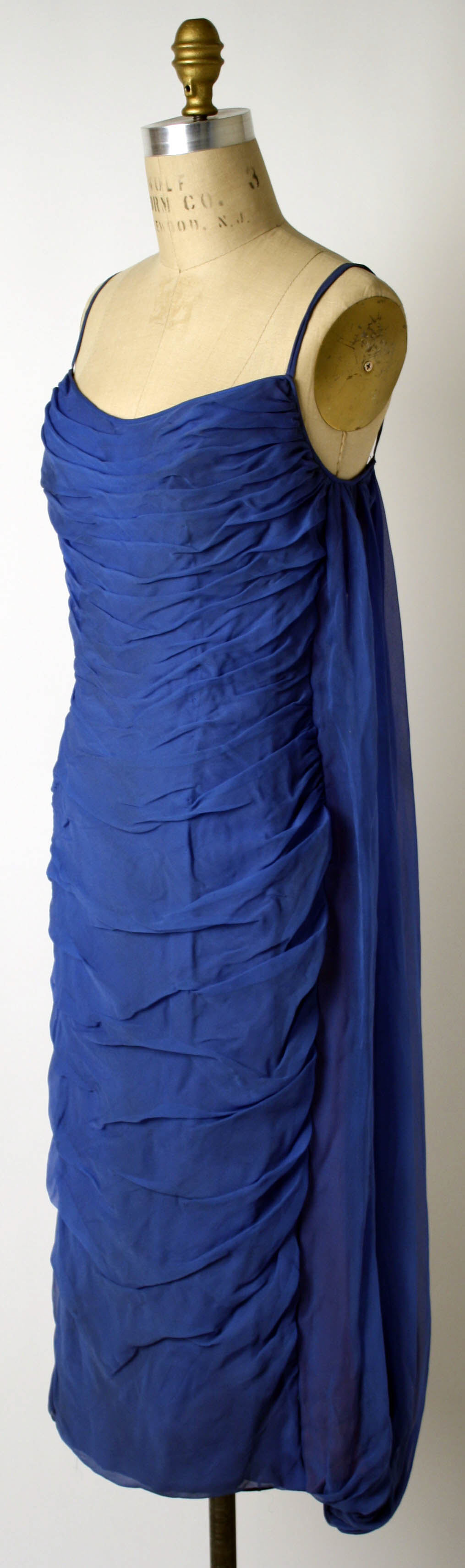
Cocktailjurk, 1955 - 1959
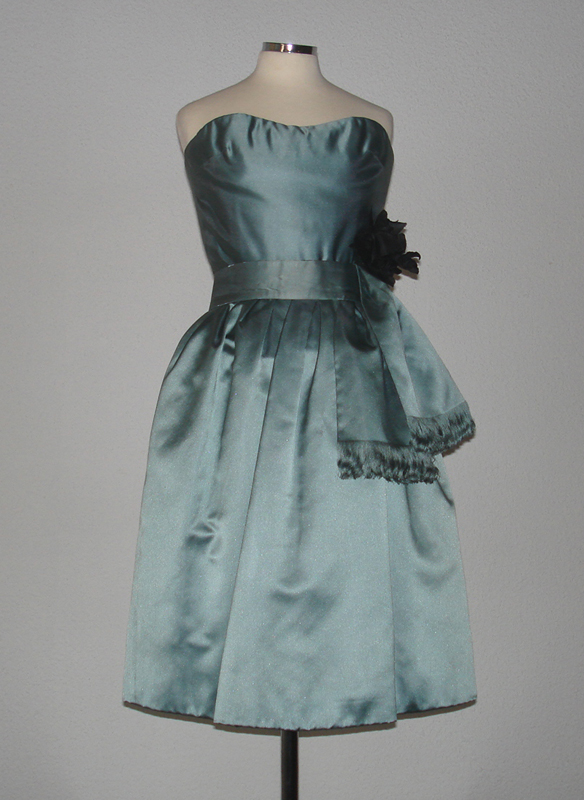
Cocktailjurk door Yves Saint Laurent voor label Christian Dior, 1959
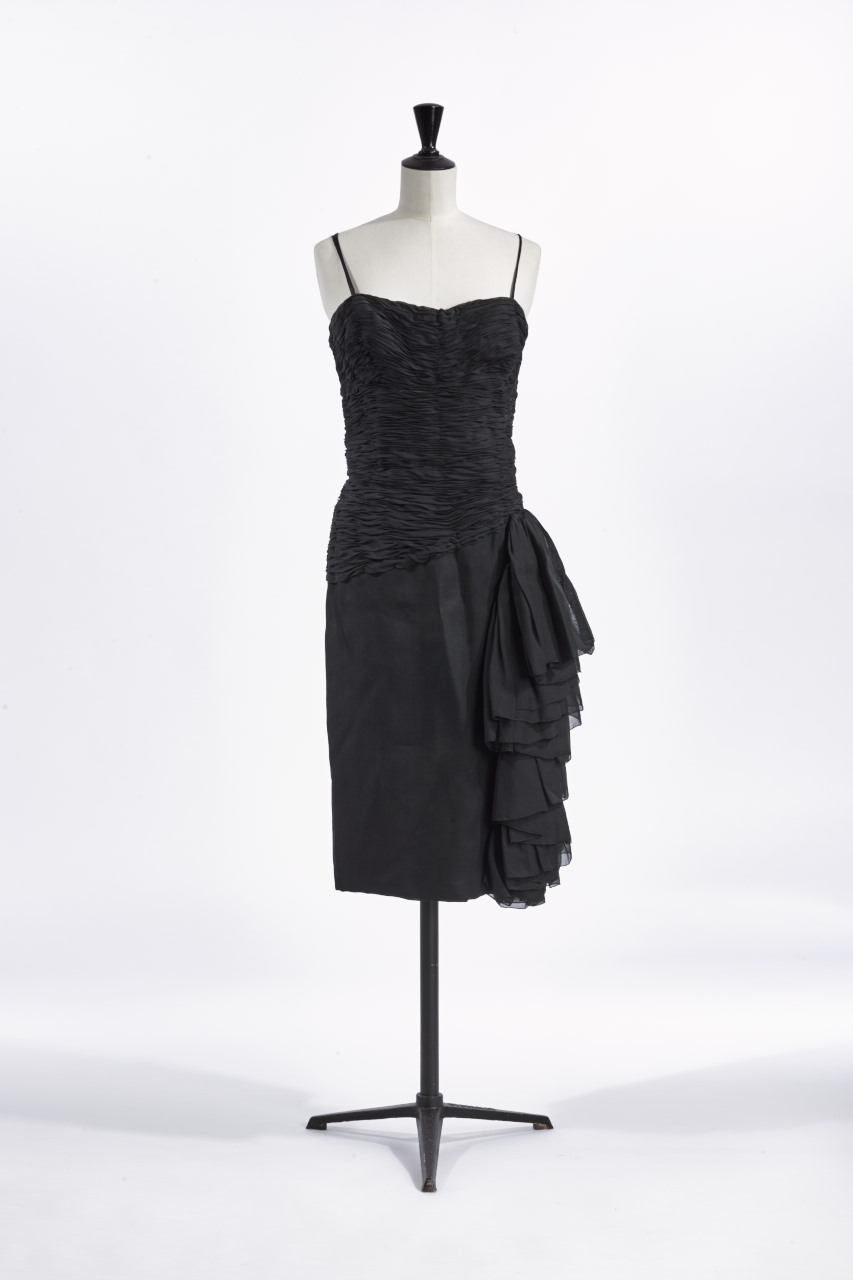
Cocktailjurk, 1960
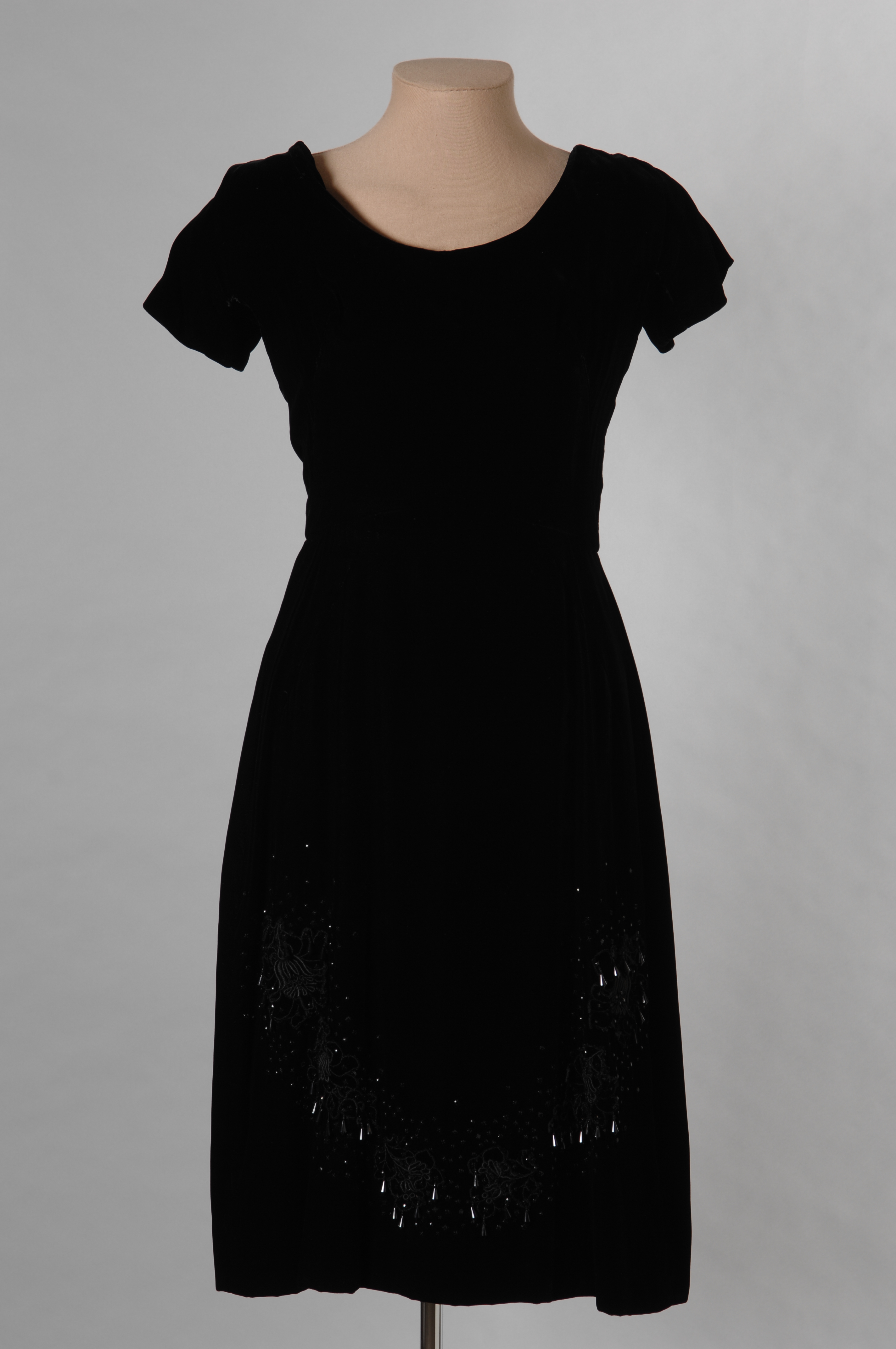
Little black dress, 1960 - 1970